# France Bevk

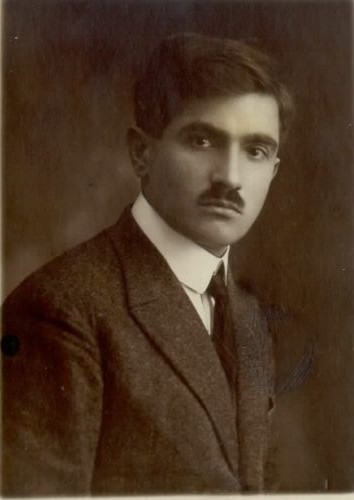
France Bevk, 1920er Jahre

France Bevk (* 17. September 1890 in Zakojca bei Cerkno; † 17. September 1970 in Ljubljana) war ein slowenischer Schriftsteller.

## Leben
Bevk stammte aus einem kleinen Dorf in den Julischen Alpen aus der Gegend von Tolmin (Tolmein) und war ein Handwerkersohn. Er wurde als ältestes von acht Kindern des Dorfschusters Ivan und seiner Frau Katarina (geb. Čufer) geboren. Er besuchte die Volksschule in Bukovo, war kurze Zeit Handlungslehrling in Kranj und setzte anschließend seine Ausbildung am Lehrerseminar in Koper und Görz fort. Bevk war zunächst nach dem Abitur im Jahr 1913 im Dorf Orehek bei Cerkno als Lehrer tätig, dann als Journalist und Publizist. Er erlebte sowohl den Ersten als auch den Zweiten Weltkrieg als Soldat an der Soča im Grenzgebiet zu Italien. In der Zwischenkriegszeit lebte er im von Italien besetzten Gebiet der ehemaligen Grafschaft Görz und Gradisca. In Görz gab er von 1922 bis 1926 die satirische Zeitschrift Čuk na pal`ci heraus. Unter der faschistischen Herrschaft Mussolinis in Italien verfasste Bevk seine meisten und wichtigsten Werke. Das Schicksal seines Volkes unter fremder Besatzung war ihm ein großes Anliegen. Er war als Publizist und als Sprecher der nationalen slowenischen Minderheit in Italien tätig und wurde einige Male verhaftet. Nach 1943 war Bevk Partisan in der Jugoslawischen Volksbefreiungsarmee. Nach dem Krieg war er Präsident der slowenisch-italienischen antifaschistischen Union in Triest, Vizepräsident des Präsidiums der Volksversammlung der Volksrepublik Slowenien (1947–1953), mehrfach republikanischer und föderaler Abgeordneter sowie Mitglied von Delegationen, unter anderem bei der Friedenskonferenz in Paris 1946.
Er lebte als freier Schriftsteller in Ljubljana und traf sich oft mit jungen Leserinnen und Lesern. Ab 1950 war er zwei Amtszeiten lang Präsident des slowenischen Schriftstellerverbands, ebenso Präsident der Volkskulturvereinigung, Vizepräsident der Slowenischen Matica und ab 1953 Mitglied der SAZU (1960–1966 Sekretär ihrer Klasse für Kunst).
Er war verheiratet, aber seine Frau Davorina schenkte ihm keine Kinder. Er hatte jedoch mehrere uneheliche Kinder. Zwei seiner Söhne waren Vasja Ocvirk, Schriftsteller, und Marjan Bevk, Regisseur und Vorsitzender des Vereins TIGR.
Bevk verfasste an die 100 Werke. Er war ein sehr produktiver und vielseitiger Autor, der in allen literarischen Gattungen schrieb. Am wichtigsten sind die Prosawerke, in denen er in realistischer Weise das Leben der armen Landbevölkerung schilderte. Er verfasste aber auch historische Erzählungen. Als Hauptwerk gilt der Roman Kaplan Martin Čedermac, in dem es um den Gewissenskonflikt eines slowenischen Pfarrers im italienischen Staat geht, der zwischen seiner Gehorsamspflicht dem Staate gegenüber und den Forderungen seines Volkes nach muttersprachlichem Gottesdienst und Unterricht kämpft. Ein naturgegebenes Recht der Minderheit gegenüber dem ungerechtfertigten Machtanspruch der Obrigkeit wird generell in vielen Werken Bevks thematisiert, ohne dabei in vordergründige nationalistische Schwarzweißmalerei zu verfallen.
Trotz seiner guten erzählerischen Qualitäten ist Bevk im deutschsprachigen Raum bisher nahezu unbeachtet geblieben. Es gibt außer einigen Jugendbüchern so gut wie keine Übersetzungen.

## Werke
| - Pesmi, 1921 - Faraon, 1922 - Tatič, 1923 - Kajn, Drama 1925 - Ljudje pod Osojnikom, Roman 1925 - Kresna noč, 1927 - Hiša v Strugi, 1927 - Bridka ljubezen, 1927 - Znamenja na nebu, 1927–29 - Krvavi jezdeci, 1928 - Srebrniki, 1928 - Škorpijoni zemlje, 1929 - Črni bratje in sestre, 1929 - Preužitkar, 1929 - Krivda, 1929 - Človek proti človeku, 1930 - Umirajoči bog Triglav, 1930 - Gospodična Irma, 1930 - Jagoda, 1930 - Stražni ognji, 1931 - Burkež gospoda Vitrge, 1931 - Obračun, 1931 - Vedomec, Roman 1931 - Lukec in njegov škorec, 1931 - Žerjavi, 1932 - Železna kača, 1932 - Mrtvaška nevesta, 1933 - Krvaveče rane, 1933 | - Gmajna, 1933 - Dedič, 1933 - Veliki Tomaz, Erzählung 1933 - Ubogi zlodej, 1934/35 - Huda ura, 1935 - Greh pogoniča Zidorja, 1935 - Zapeljivec, 1935 - Pastirci, 1935 - Menče, 1936 - Bajtar Mihale, 1937/38 (dt. Mihale der Keuschler, 1940) - Huda čarnovnica čirimbara, 1938 - Kaplan Martin Čedermac, Roman 1938 (unter dem Pseudonym Pavle Sedmak), Dramatisierung: B. Grabnar, 1968 - Domačija, 1939 - Pestrna, 1939 - Med dvema vojnama, Novellen 1946 - Izbrani spisi, 12 Bände, 1951–63 (Ausgewählte Werke) - Die Kinder auf der Hutweide. Drei Erzählungen, dt. 1956 - Der starke Peter, dt. 1958 - Mladost med gorami, 1960 - Iz iskre požar, 1963 - Die Hirtenjungen, dt. 1964 - Die kleinen Waisen, dt. 1964 - Im Elend, Erzählung, dt. 1964 - Pot v svobodo, 1965 - Moja mladost, 1969 - Toni seine ungewöhnlichen Abenteuer, dt. 1971 - Ein schwerer Weg, Erzählung, dt. 1972 |

## Nachleben
Im Geburtshaus von France Bevk in Zakojca befindet sich heute ein Museum. Die Bibliothek von Nova Gorica trägt den Namen des Schriftstellers (Goriška knjižnica Franceta Bevka), genau wie der zentrale Platz in der Innenstadt (Bevkov trg).

## Zusätzliche Quellen
- France Bevk: Bevkova knjiga. Ljubljana: Mladinska knjiga, 1970. (COBISS)
- France Bevk: Otroška leta. Ljubljana: DZS, 2004. (COBISS)
- Bevk, France. Leksikon slovenska književnost. Ljubljana: Cankarjeva založba, 1996. 29–31. (COBISS)
- Silvo Fatur: Slovenska leposlovna književnost. Maribor: Obzorja, 1992. 225–229. (COBISS)
- Helga Glušič: Sto slovenskih pripovednikov. Ljubljana: Prešernova družba, 1996. 18–19. (COBISS)
- Iztok Ilich: France Bevk, glasnik stisk primorskih rojakov. France Bevk. Ljubljana: DZS, 2004. 435–445.

| Personendaten    | Personendaten                               |
| ---------------- | ------------------------------------------- |
| NAME             | Bevk, France                                |
| KURZBESCHREIBUNG | jugoslawischer Schriftsteller und Politiker |
| GEBURTSDATUM     | 17. September 1890                          |
| GEBURTSORT       | Zakojca bei Cerkno                          |
| STERBEDATUM      | 17. September 1970                          |
| STERBEORT        | Ljubljana                                   |